# Heinrich Rietsch
Heinrich Rietsch (* 22. September 1860 in Falkenau an der Eger; † 12. Dezember 1927 in Prag), gebürtig Heinrich Löwy, war ein österreichischer Musikwissenschaftler und Komponist böhmischer Herkunft.

## Leben
Heinrich Rietsch wurde als Heinrich Loewy geboren. Seine Eltern waren der Falkenauer Jurist und K.u.k. Notar Karl Leopold Loewy (* 1834 Ingrowitz), welcher jüdischer Herkunft und zur katholischen Konfession konvertiert war, und die Theresia, Tochter des K.u.k. Steuereinnehmers Friedrich Rietsch auf Gut Perglas bei Falkenau. Den ersten Musikunterricht erhielt er von seiner Mutter, deren Familiennamen er 1883 annahm.
Er studierte Rechtswissenschaft an der Universität Wien und wurde 1883 promoviert. Daneben studierte er Musik und Musikwissenschaft bei Eduard Hanslick, Guido Adler, Franz Krenn, Eusebius Mandyczewski und Robert Fuchs. Während er eine Beamtenstellung innehatte, setzte er seine Studien fort und wurde 1895 habilitiert. Er lehrte an der Karls-Universität Prag als Privatdozent an dem von ihm selbst begründeten Institut für Musikwissenschaft, ab 1900 auf Adlers Lehrstuhl als außerordentlicher Professor. 1909 wurde er ordentlicher Professor. Daneben war er Vorstand der Prager Deutschen Kammermusik-Vereins. Das von ihm begründete Institut leitete er bis zu seinem Tode. Einer seiner Schüler war Erich Steinhard.
Rietsch gehörte zur Schule der Wiener Musikwissenschaft, die Guido Adler begründet hatte. Sein Arbeitsschwerpunkt lag auf dem Gebiet der Stilkritik und Musikästhetik, der Liedforschung und der Beschäftigung mit der Musik des Barock und der Romantik. In den Publikationen der Gesellschaft zur Herausgabe der Denkmäler der Tonkunst in Österreich gab er zahlreiche Kompositionen aus historischen Manuskripten heraus, so von Johann Joseph Fux und Georg Muffat.

## Schriften
- Die Tonkunst in der 2. Hälfte des 19. Jahrhunderts. Ein Beitrag zur Geschichte der musikalischen Technik. Leipzig: Breitkopf&Härtel 1900
- Die deutsche Liedweise. Lieder und Bruchstücke aus einer Handschrift des 14./15. Jahrhunderts. Wien: Fromme 1904
- Die Grundlagen der Tonkunst. Versuch einer entwickelnden Darstellung der allgemeinen Musiklehre. Leipzig 1907
- Atonalität. Warnsdorf: Strache 1927